# Arrecife Filippo
El arrecife Filippo es un arrecife sumergido en aguas poco profundas, a 450 km al este de la isla Starbuck. Se encuentra en el conjunto de las islas de la Línea, en el océano Pacífico central. 
Mide alrededor de 1,6 km de largo (de noroeste a sudeste) y un poco menos de ancho. El arrecife fue descubierto el 28 de junio de 1886 por la barca italiana Filippo.
- Datos: Q1413799